# Clermontia parviflora
Clermontia parviflora är en klockväxtart som beskrevs av Charles Gaudichaud-Beaupré och Asa Gray. Clermontia parviflora ingår i släktet Clermontia, och familjen klockväxter. Inga underarter finns listade i Catalogue of Life.

## Bildgalleri

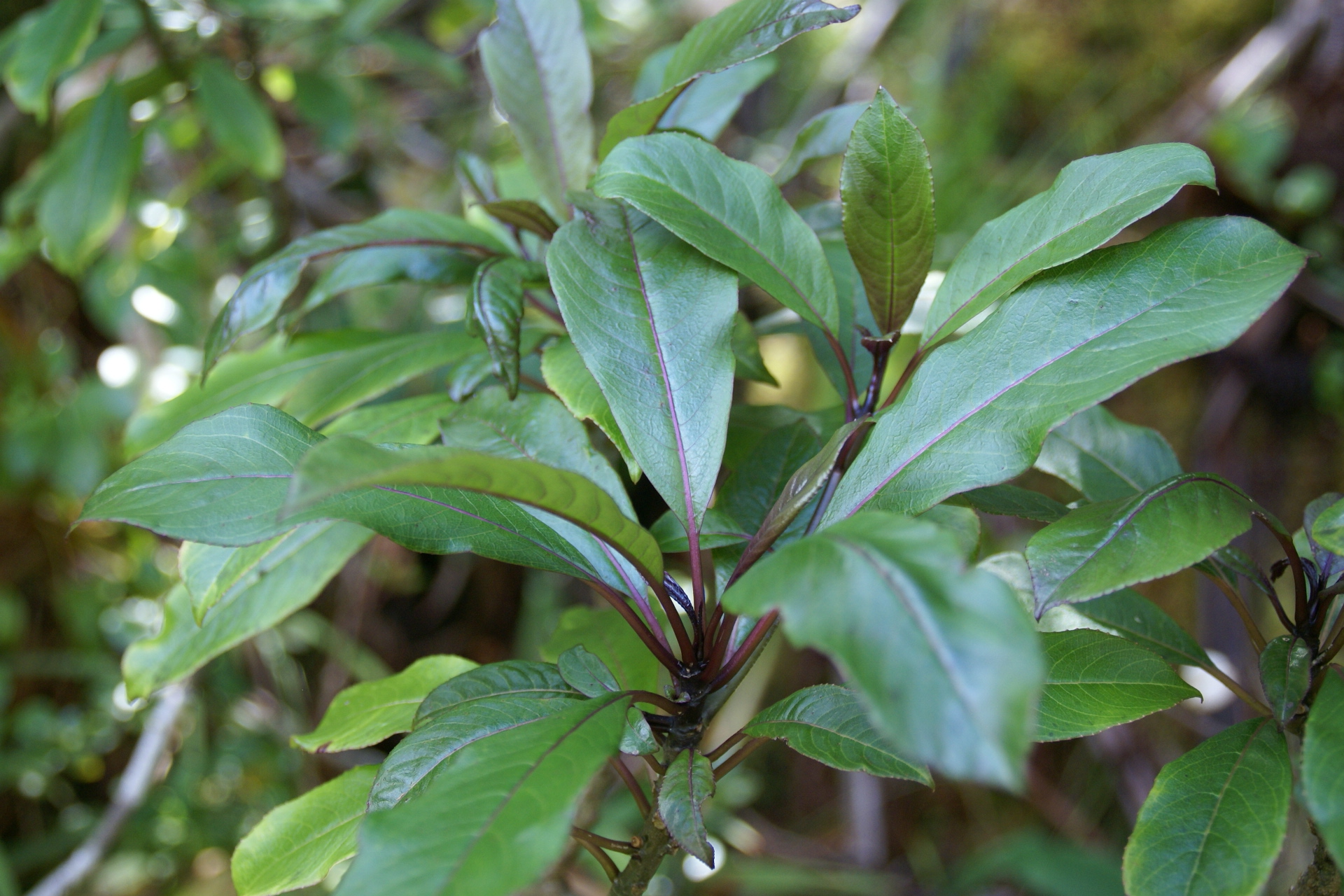
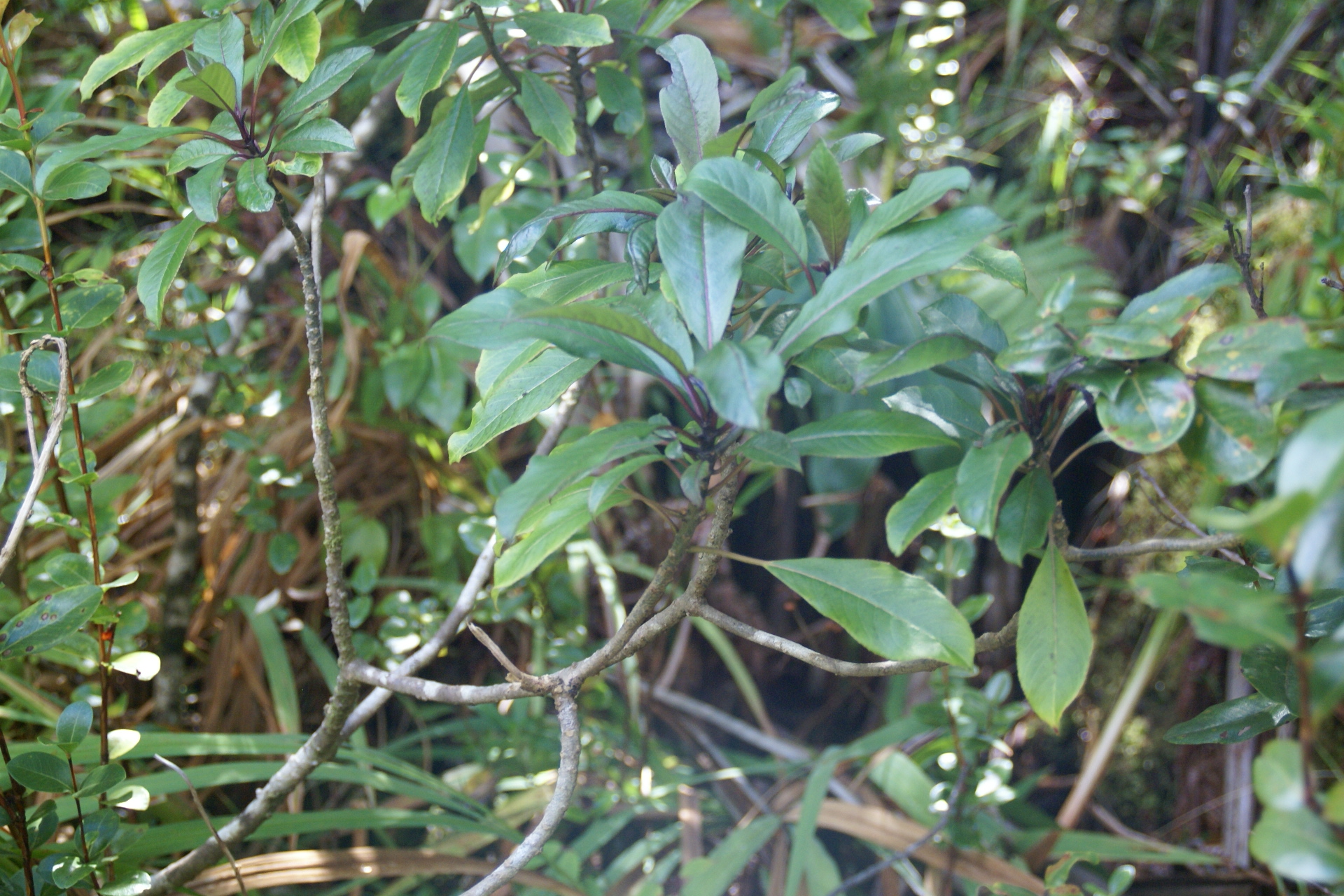